# Peter Frymuth

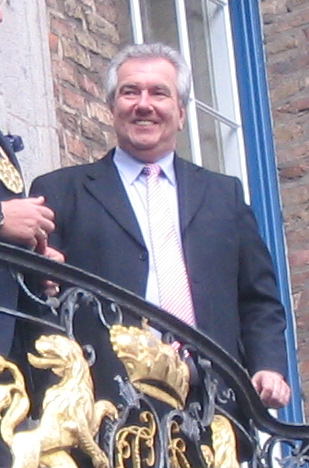
Frymuth (2012)

Peter Frymuth (* 14. Dezember 1956 in Düsseldorf) ist ein deutscher Fußballfunktionär. Aktuell ist er Vizepräsident des Deutschen Fußball-Bundes, Präsident des Westdeutschen Fußballverbandes und Präsident des Fußballverbandes Niederrhein.

## Karriere
Bereits seit den 1970er Jahren hatte Frymuth wechselnde Posten im Fußballverband Niederrhein (FVN) und dem Westdeutschen Fußball- und Leichtathletikverband (WFLV) inne. Im Dezember 2006 erhielt er für seine ehrenamtlichen Tätigkeiten im Jugend- und Amateurfußball das Bundesverdienstkreuz am Bande. 2013 wurde Frymuth zum Präsidenten des FVN und zum Vizepräsidenten des WFLV gewählt.
Von November 2004 bis Januar 2014 war Frymuth Vorstandsvorsitzender von Fortuna Düsseldorf. In dieser Zeit konsolidierte sich der Verein finanziell und stieg von der 3. Liga bis in die Bundesliga auf. 2014 wurde er für seine Verdienste zum Düsseldorfer des Jahres in der Kategorie Sport gekürt.
Seit dem 25. Oktober 2013 ist er als Vizepräsident auch Mitglied des DFB-Präsidiums. Dort hat er die Aufgabenbereiche „Spielbetrieb und Fußballentwicklung“.
Frymuth arbeitete hauptberuflich als Leiter der Bezirksverwaltungsstelle 8 im Düsseldorfer Stadtteil Eller. Im Juli 2023 ging er in den Ruhestand.

## Privates
Frymuth stammt aus Düsseldorf-Lohausen. In seiner Jugend spielte er beim Lohausener SV auch selbst aktiv Fußball. Er ist verheiratet und hat zwei Kinder.